# Longitarsus turbatus
Longitarsus turbatus är en skalbaggsart som beskrevs av Horn 1889. Longitarsus turbatus ingår i släktet Longitarsus och familjen bladbaggar. Inga underarter finns listade i Catalogue of Life.